# Stahlzarge
Eine Stahlzarge ist eine aus Stahlblech gefertigte Türzarge.

## Geschichte
Mitte der 1920er Jahre entwickelte der Frankfurter Schlossermeister August Schanz einen solchen Türrahmen aus gekantetem Stahlblech. Er war nebenberuflich Stadtrat in Frankfurt am Main und befreundet mit dem Stadtbaumeister Ernst May. May leitete zu jener Zeit das Projekt Neues Frankfurt, das an einer städtebaulichen Erneuerung Frankfurts arbeitete. Der Typisierung und Normierung wurde eine große Bedeutung beigemessen, man erhoffte sich auch durch innovative Produkte eine Qualitätssteigerung und Kostenersparnis. So kam Ernst May mit August Schanz im Zuge der Vereinfachung der Bauweise auf die Idee. Die Männer nannten diesen Rahmen „Zarge“ in Anlehnung an den Begriff aus der Schreinerei. Eingesetzt wurde die Stahlzarge erstmals in allen Bauten des neuen Frankfurt.
Schon Mitte der 1930er Jahre wurde eine solche Stahltürzarge auch mit einer Dichtungsschnur hergestellt, um das Schließgeräusch zu mindern. Zu dieser Zeit wurden von einigen Herstellern in Deutschland auch Zargen aus gewalzten Profilen angefertigt. Auf die Dauer aber war das kein Erfolg und zu teuer, wohl auch technisch zu wenig variabel.
Nach dem Krieg setzte dann ein Siegeszug der Stahlzarge ein, als der Wiederaufbau in Deutschland begann. Die Firma Stahl-Schanz kümmerte sich sehr um die Weiterverbreitung, denn ihr Entwicklungsleiter Karl Stumpp schuf zuerst eine Werksnorm für Stahlzargen, das waren Vorzugsmaße des Herstellers. Danach setzte er Anfang der 1960er Jahre die erste allgemeingültige DIN-Norm durch. Karl Stumpp hatte auch die Idee, die genormte Stahlzarge plus genormter Holztür zu liefern als „ein Bauelement“ – und das direkt an die Baustelle zu unterschiedlichem Zeitpunkt, aber passgenau.

## Aufbau
Eine Zarge ist ein aus vier Teilen bestehender Rahmen: Kopfstab, Bandstab, Schlossstab, zusammengehalten als Stahlzarge und gestützt durch eine Transportschiene, auch Montagewinkel genannt. Zusammengesetzt bildet eine Zarge die Verbindung zwischen Wand und Tür, das Türblatt wird an die Zarge „angeschlagen“, das heißt eingepasst und liegt wenn geschlossen in der Zarge. Zargen werden zusammengesetzt oder zerlegt geliefert und an Ort und Stelle zusammengesetzt, weil der Transport sperriger Teile sehr teuer ist.
Man kennt Zargen in verschiedenen Arten, sie werden in der DIN-Norm DIN 18111 beschrieben. Diese Norm wurde Ende der 1950er Jahre zum ersten Mal herausgegeben, 1974 überarbeitet und liegt seit Januar 1985 in der heute noch gültigen Form vor. Diese Norm wurde erneut Anfang des 21. Jahrhunderts überarbeitet und liegt seit August 2004 in drei Teilen vor:
- DIN 18111 Teil 1: Standardzargen (1-schalig und 2-schalig) für gefälzte Türen in Mauerwerkswänden und Ständerwerkswänden
- DIN 18111 Teil 2: Sonderzargen (1-schalig und 2-schalig) für gefälzte und ungefälzte Türen in Mauerwerkswänden und Ständerwerkswänden
- DIN 18111 Teil 3: Einbau von Stahlzargen nach DIN 18111-1 und DIN 18111-2

„Diese Richtlinie gilt nicht für Stahlzargen für Feuer- und Rauchschutzabschlüsse, für einbruchhemmende bzw. schalldämmende Elemente, Luftschutztüren, Zargen für den Containerbau, für Sandwichwände und Holzfachwerkbau sowie für Stahlzargen in Betonwänden im Eingießverfahren. Es sind die entsprechenden zugehörigen Normen und Vorschriften zu beachten.“

## Arten

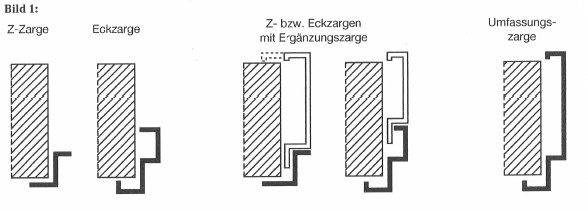
Bild 1

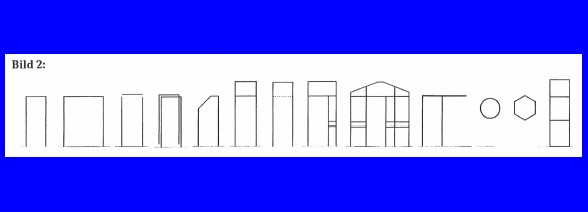
Bild 2

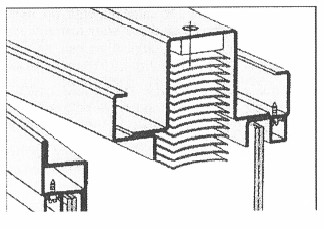
Bild 3

Z-Zarge, Eckzarge, Z- bzw. Eckzarge mit Ergänzungszarge, auch Gegenzarge genannt und Umfassungszarge. Diese Bezeichnungen haben sich durchgesetzt für alle Zargen, aus welchem Werkstoff sie immer hergestellt sind. Da und dort trifft man noch auf alte Ausdrücke wie zum Beispiel Blockzarge oder auch Blendrahmen. Der Schreiner kennt diesen Ausdruck und bezeichnet damit einen genuteten Stab, der direkt über Eck in die Wand eingesetzt wird, das Türblatt wird dann daran angeschlagen. Also eine Art Eckzarge, wenn man so will. Zargen werden aber auch in allen möglichen weiteren Formen hergestellt, mit Schattennut, für Doppeltüren, für Pendeltüren, für Schiebetüren usw. Die Kataloge der Hersteller geben Auskünfte.
Unter Sonderzargen versteht die Industrie Zargen für ungefälzte Türen, also solche die stumpf einschlagen und bündig, glatt in der Zarge liegend, überfälzte Türen stehen etwas über, sowie Zargen, die nicht in Normmaßen hergestellt werden. Auch raumhohe Zargen, mit und ohne Oberlicht, werden hergestellt (siehe Bild 1). Bild 2 zeigt, in welchen Variationen heute Stahlzargen hergestellt werden.
Seit wenigen Jahren gibt es die Nachrüst-Zarge. Sie wird über eine vorhandene Stahlzarge geblendet, geschoben, und in besonderer Weise nach Angaben des Herstellers befestigt. Derlei Zargen gibt es insbesondere für einbruchhemmende Türen sowie für Feuerschutztüren nach Bestimmungen über „Änderungen an Feuerschutztüren“, veröffentlicht in den Mitteilung des Deutschen Instituts für Bautechnik, Berlin, 1/96.
Seit einigen Jahren werden Stahlzargen hergestellt, die wahlweise DIN links oder DIN rechts eingebaut werden können. Das mindert die Lagerhaltung und lässt spätere Änderungen in der Drehrichtung zu. Soll eine Tür, die in einer farblich behandelten Zarge sitzt, eine andere Drehrichtung erhalten, lässt sich das sehr leicht durchführen. In den meisten Zargen sind heute auf beiden Seiten Bandtaschen vorgesehen mit den entsprechenden Löchern für die Befestigung als auch Schließschlitzen und Mauerschutzkästen. Die gewünschten Schließschlitze müssen nur geöffnet werden, sie sind vorgestanzt.
Der Begriff „Zarge“ ist nicht nur festgelegt auf die Verbindung von Tür zur Wand, sondern man kennt auch seit vielen Jahren Fenster-Zargen. Auch hier handelt es sich um Rahmen, die in die Mauer gesetzt werden und später Fenster aufnehmen.
Die Abbildung 3 zeigt eine Fensterzarge, die vorgerichtet ist für innen liegende Jalousetten.
Zargen für Feuerschutztüren sind sehr unterschiedlich hergestellt. Es gibt sie gekantet, aus gezogenen Stahlprofilen, aus Holz- oder Aluminiumprofilen und aus Kombinationen hergestellt. Es sind meist Streifen und Schnüre eingelegt mit besonderer, aufschäumender und daher feuerhemmender Wirkung. Stahlzargen für Feuerschutztüren enthalten einen solchen Streifen; er ist hinter einem dünnwandigen Winkel verborgen und liegt im Falz der Zarge. Bei 100 °C Wärme quillt das Material und drückt den dünnen Schenkel des Winkels auf, so dass der Spalt zwischen Zarge und Türblatt verschlossen und abgedichtet wird.

## Details
Die Aussparungen für Schlossfalle und Schlossriegel sind an den beiden Seitenteilen der Zarge so vorzustanzen, dass sie auf der Baustelle je nach Bedarf für den Anschlag der Türen rechts oder links mit leichten Hammerschlägen freigelegt werden können. Das hat sich als zweckmäßig erwiesen, damit fällt die Angabe DIN rechts oder DIN links weg. Zargen, die in dieser Weise mit den Aussparungen für Schlossfalle und Schlossriegel ausgerüstet sind, sind sowohl für DIN rechts als auch für DIN links angeschlagene Türen zu verwenden. Stets ist innerhalb des unteren Schließschlitzes eine Meterriss-Markierung eingestanzt. Die Unterkante des oberen Schließschlitzes entspricht der Drückerhöhe von 1050 mm von der Oberkante des fertigen Fußbodens aus gemessen. Schließschlitze sind bei Stahlzargen auf beiden Seiten angebracht, aber verschlossen, im Schlossstab wie im Bandstab, damit sie links wie rechts verwendet werden können.
An beiden Schließschlitzen ist eine Längsseite halbrund ausgestanzt. An dieser Stelle können Nacharbeiten vorgenommen werden, damit die Tür besser schließt.
Der Mauerschutzkasten hinter dem Schließblech und den Schließschlitzen muss vom Hersteller der Stahlzargen „fachgerecht angepunktet“ werden, also richtig, haltbar und befestigt. Er wurde entwickelt, damit der Raum frei bleibt beim Hintermörteln, Hintergiessen, Ausschäumen und Falle und Riegel eingreifen können.
Um das Schließgeräusch zu dämpfen, aber auch zugleich vor Zugluft zu schützen wurde in der Stahlzarge eine Nut eingearbeitet, die eine Gummischnur aufnahm.
Früher wurden 2 Bandunterteile an die Stahlzargen erst angeschweißt, gesteckt und dann angeschraubt. Später wurden die verwendeten Bänder kleiner und zierlicher. Bänder bestehen aus 2 Teilen: einem Unterteil und einem Oberteil. Das Unterteil ist an der Zarge befestigt; das Bandoberteil an der Tür. Beide Teile fügen sich zusammen, wenn die Tür eingehängt wird und so trägt das zweiteilige Band die Tür. Und vor vielen Jahren wurden Bandtaschen entwickelt. Das sind kleine Taschen aus Stahlblech, die auf der Rückseite angebracht werden, von vorn sind Schlitze eingelassen, durch die beliebige Bandunterteile gesteckt und befestigt werden können.
Die Seitenteile der Zargen sind schon immer 3 cm länger als nötig; sie markieren, den „Fußbodeneinstand“. Diese 3 cm müssen im Fußboden eingelassen sein, der Stabilität der Zarge wegen. Ausnahmen sind in den „Änderungen an Feuerschutzabschlüssen“ nachzulesen.
Stahlzargen sind heute meist tauchgrundiert, das heißt aus feuerverzinktem Stahlblech im Rollformverfahren hergestellt und zusammen geschweißt oder zum Zusammenstecken vorgerichtet. Dann werden die Teile gesäubert, entfettet, phosphatiert, gespült, im Elektroverfahren getaucht und eingebrannt. Dieser Anstrich ist kein Endanstrich, auch wenn er so aussieht und oft so angesehen wird. Die DIN 18111 für Stahlzargen verlangt einen Grundanstrich, auf den dann Deck- und Endanstrich aufgebracht wird.
Vor dem Einbau ist die Stahlzarge auf Rechtwinkligkeit zu prüfen und eine gegebenenfalls durch den Transport entstandene Unwinkligkeit fachgerecht zu korrigieren. Die Stahlzarge ist nach dem in Türnähe vorhandenen Meterriss auszurichten und lot- und fluchtrecht unter Einsatz von Montagehilfen in die Wandöffnung zu fixieren. Dazu ist die etwas in X-Form vorgespannte, leicht nach innen gewölbte Stahlzarge so auszuspreizen, dass die durch das Hinterfüllen zu erwartenden Durchbiegungen aufgefangen werden und das Zargenfalzmaß aus der gesamten Höhe eingehalten wird.
Die Zarge ist dann mit Mörtel nach DIN 1053-1 zu hinterfüllen.
Stahlzargen haben den Vorteil, dass sie sehr fest mit der Wand verbunden sind.